# Aart Lamberts

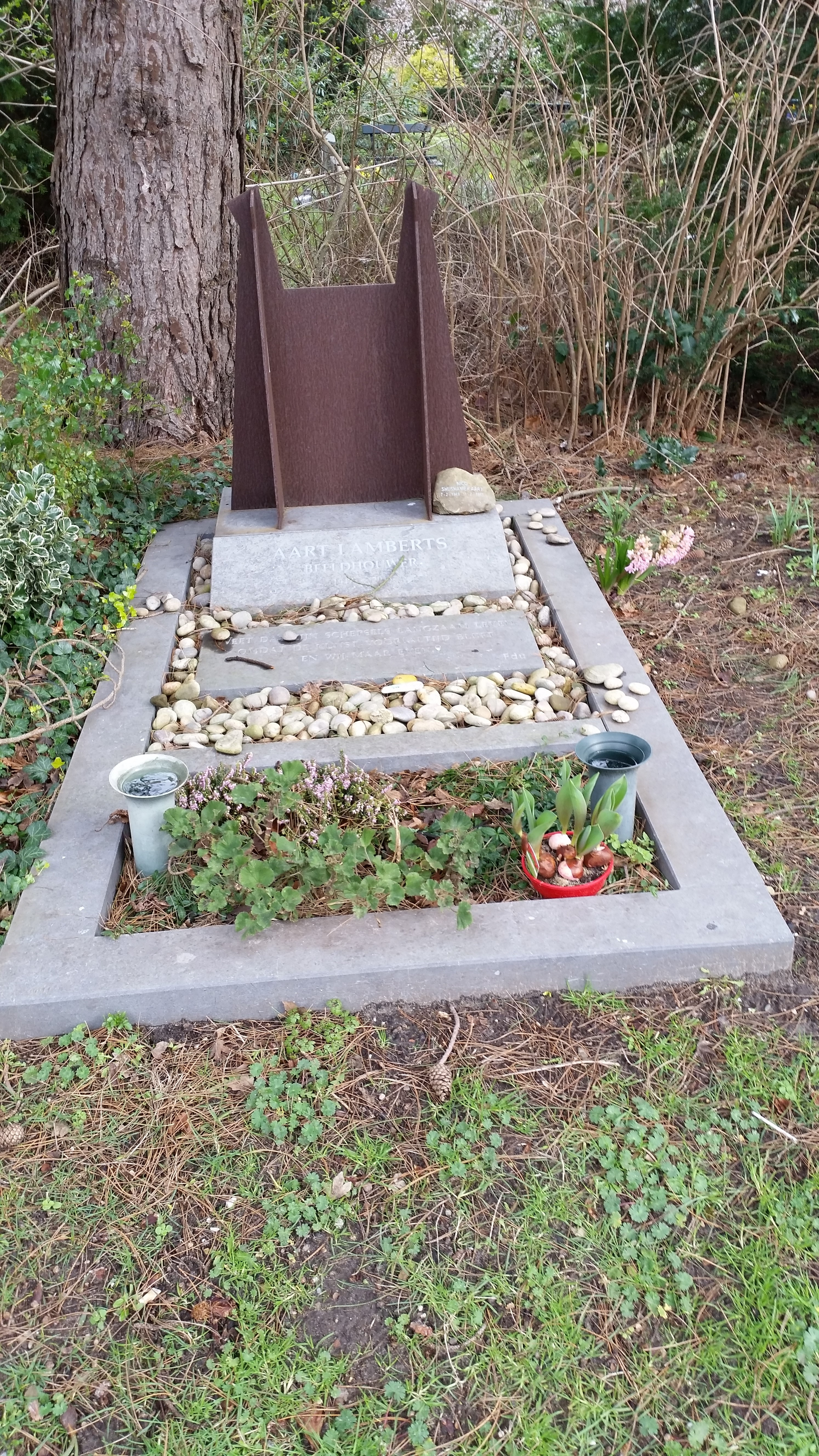
Graf Aart Lamberts op De Nieuwe Ooster (februari 2020)

Aart Lamberts (Amsterdam, 27 april 1947 – aldaar, 11 maart 2015) was een Nederlandse beeldhouwer.

## Leven en werk
Lamberts studeerde van 1967 tot 1973 bij Piet Esser beeldhouwkunst aan de Rijksakademie van beeldende kunsten in Amsterdam. Hij kreeg de Willem Uriotprijs voor jonge kunstenaars in 1969, 1971 en 1972 en werd in 1973 genomineerd voor de Prix de Rome. Zijn werk bevindt zich in de collectie van het Singer Museum in Laren, het Stedelijk Museum in Amsterdam en het Hessisches Landesmuseum in Darmstadt. Aart Lamberts speelde als acteur mee in enkele films, onder andere Van geluk gesproken (1987) van Pieter Verhoeff.

De kunstenaar woonde en werkte in Amsterdam. Hij is begraven op de De Nieuwe Ooster. Op zijn grafsteen staat de tekst:
Weet dat zijn schepsels langzaam leven, omdat de kunst altijd blijft en wij maar even

## Werken (selectie)
- Wachters, Vlissingen (1980) - Hoofddorp (1990) - Amsterdam-Diemen (1992)
- Eendracht - verzetsmonument[3] (1980), Aalbersestraat in Amsterdam
- Reliëf Nicolaas Kroese (1985), Spuistraat in Amsterdam (1989 geplaatst)
- Communicatie, Dorpsstraat in Aalsmeer (1989) - Utrecht (1991) - Westwijk in Amstelveen (1991) - Kon. Wilhelminaplein in Amsterdam (1992) - Stationsweg in Baarn (1994) - het beeld in het Oosterpark in Amsterdam (2009)
- Verwachtingsvol (1992), Kon. Wilhelminaplein in Amsterdam
- Reiziger (1993), Den Haag
- Ontmoeting (1995), Middelveldse Akerpolder in Amsterdam
- Veiligheid - leefbaarheid, Amsterdam (1998) - Apollobrug in Nieuwegein (2001) - De Geusselt Business Park in Maastricht (2003) -Sperwerlaan in Leidschendam (2003) - Zwolle (2003) - Den Haag (2006)
- Ondersteuning (2001), Hilversum
- De kanaalgravers (2004/05), Pontplein in Velsen - ter gelegenheid van 125 jaar Noordzeekanaal
- Reizigers (2006), Johan van Oldenbarneveltlaan in Utrecht
- Monument Cor van der Hart (2007), Oosterbegraafplaats in Amsterdam

## Fotogalerij

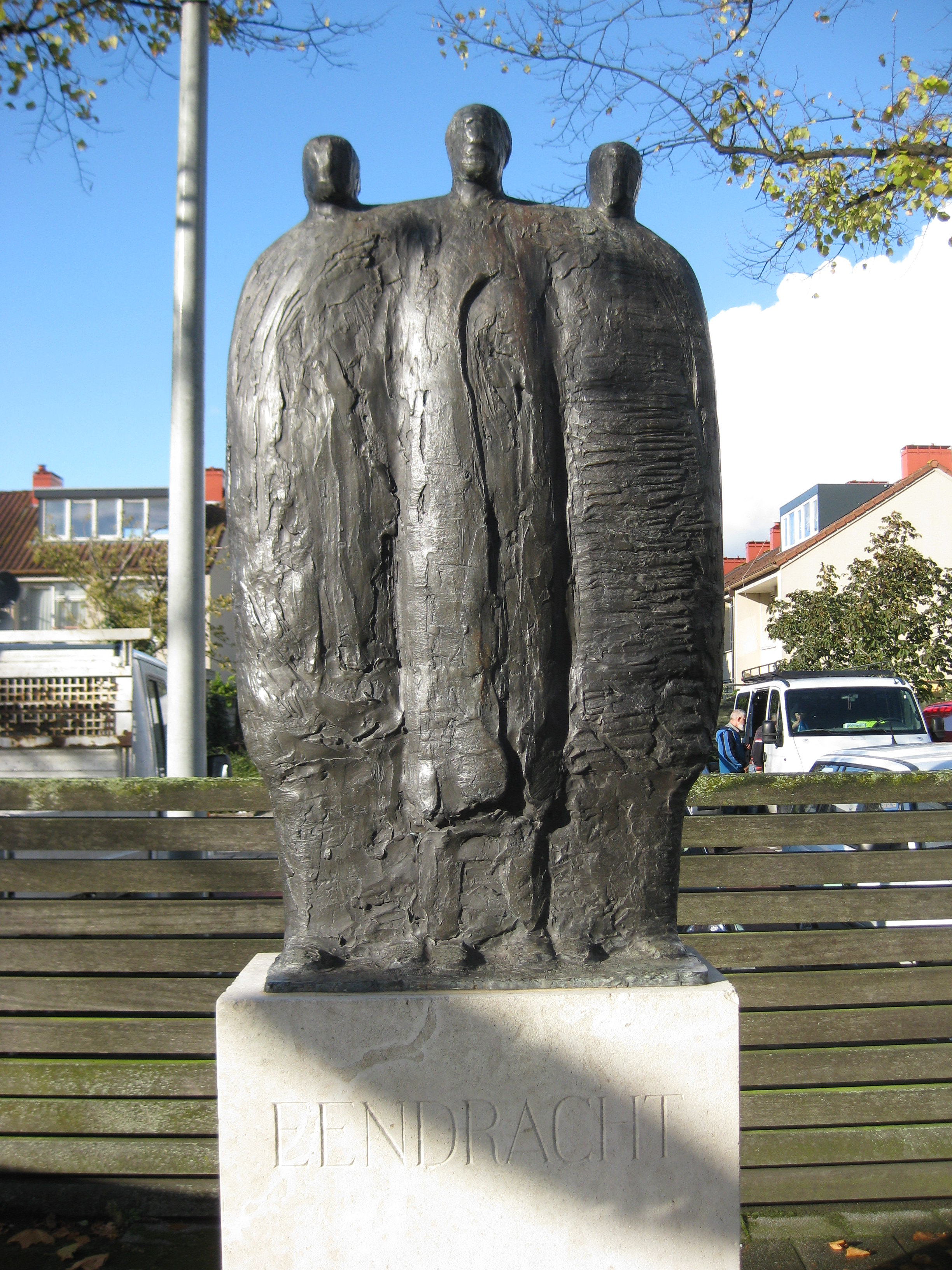
Eendracht (1980), Amsterdam
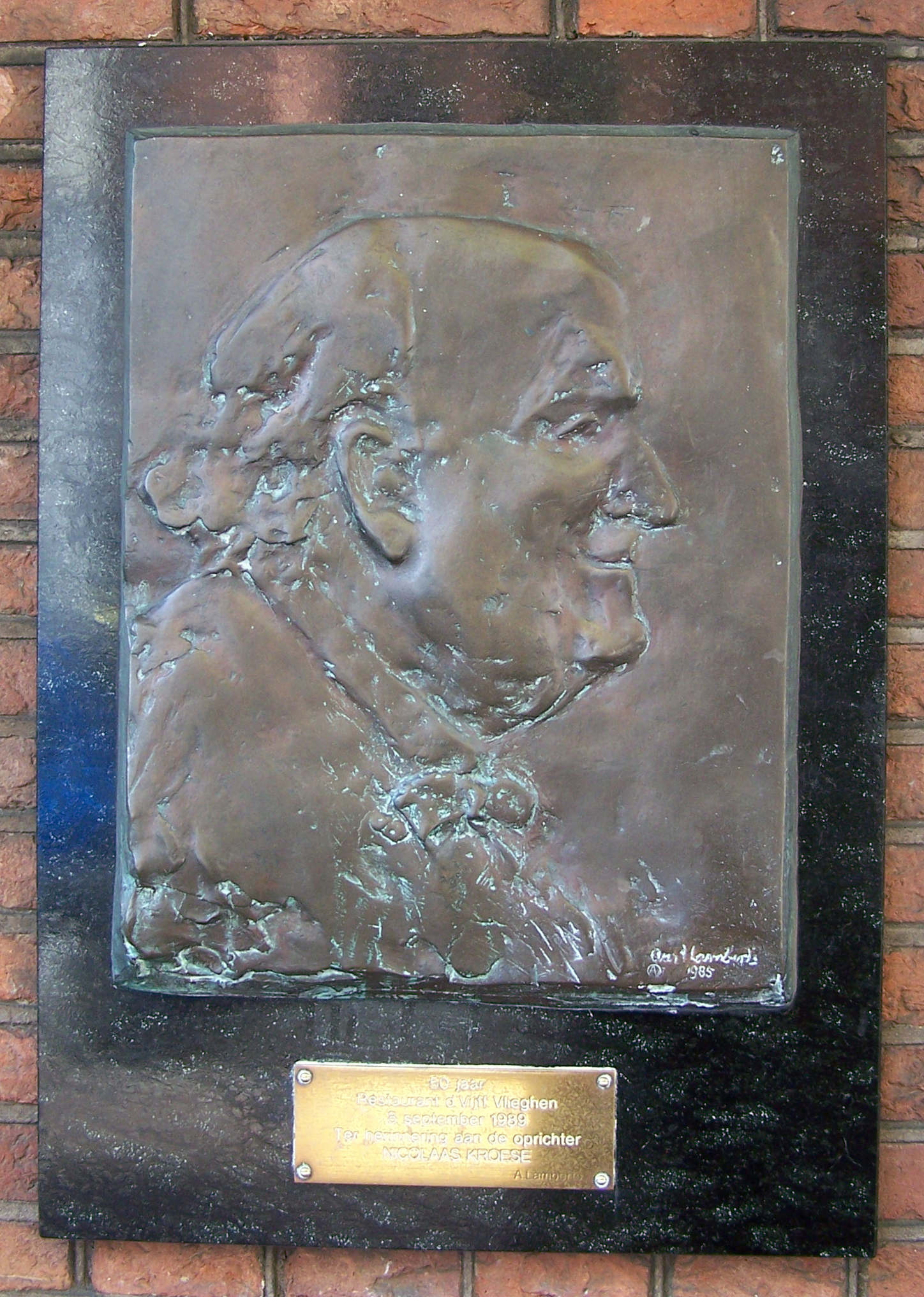
Reliëf Nicolaas Kroese (1989), Amsterdam
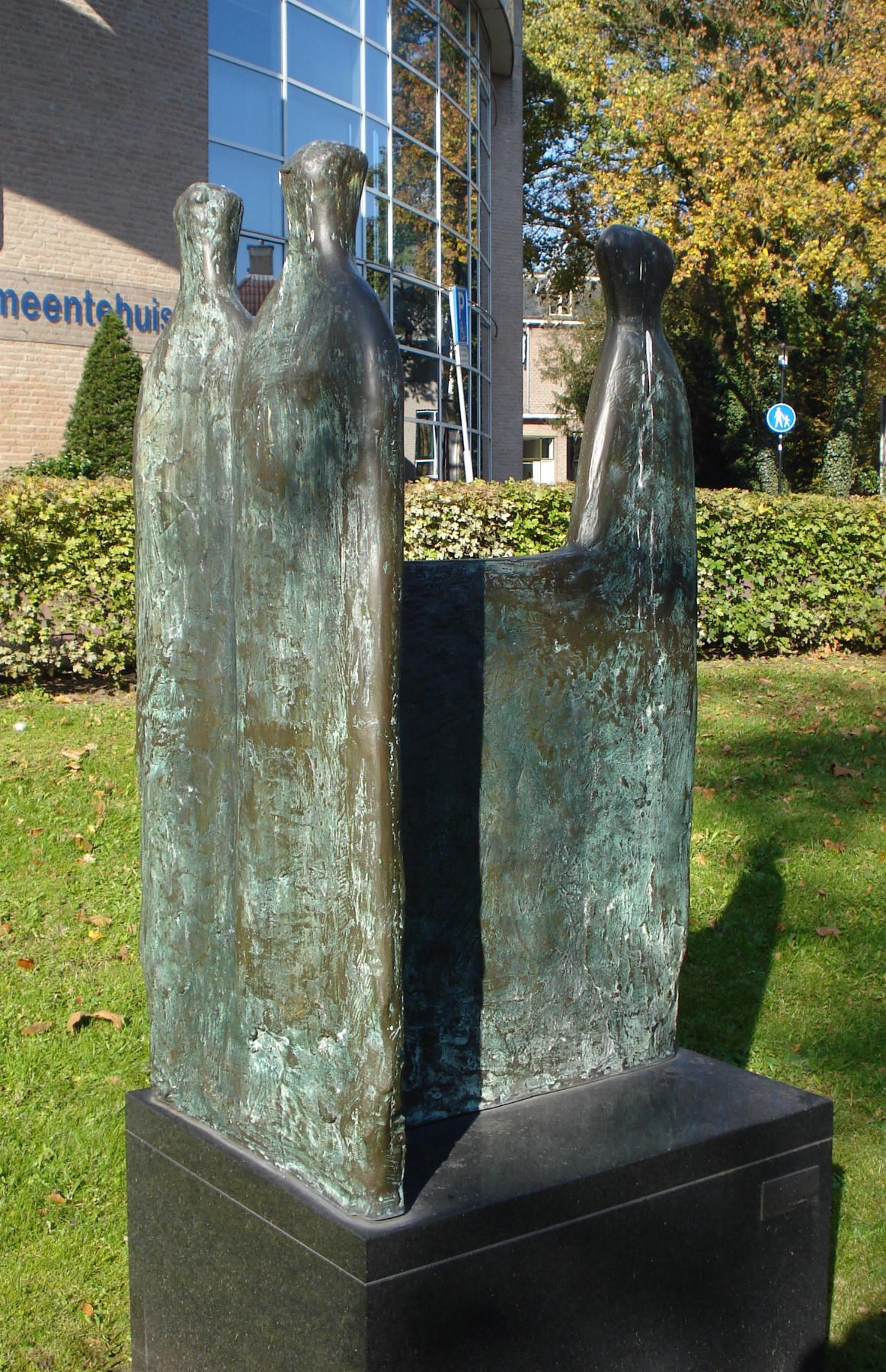
Communicatie (1994), Baarn
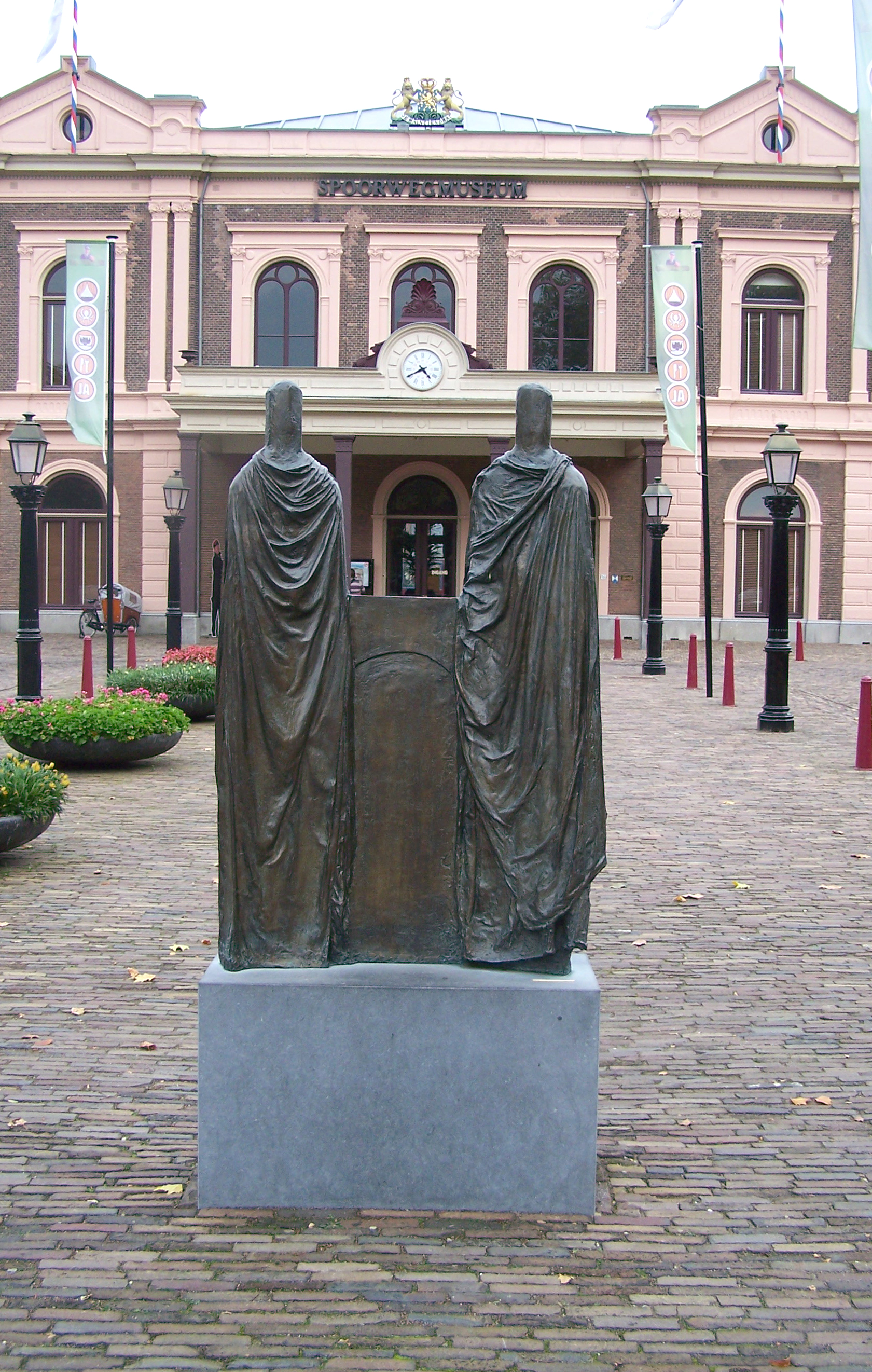
Reizigers (2006), Utrecht